# Lokaludvalg
Lokaludvalg (tiltider kaldet lokalråd, bydelsråd eller samråd) er lokale forsamlinger, som en kommune kan nedsætte efter kommunestyrelseslovens §65d, som også giver bemyndigelse til, at der kan uddelegeres beslutningskompetence til lokaludvalg. Lokaludvalgets medlemmer udpeges af kommunalbestyrelsen, og er tiltænkt at fungere som lokalområdets talerør.
§ 65 d. En kommunalbestyrelse kan træffe bestemmelse om nedsættelse af lokaludvalg, herunder om henlæggelse af beslutningskompetence til lokaludvalgene i nærmere angivne kommunale anliggender. Lokaludvalgenes medlemmer vælges af kommunalbestyrelsen. Kommunalbestyrelsen kan bestemme, at et antal observatører deltager i lokaludvalgenes møder.

## Lokaludvalg i Danmarks kommuner

### Københavns Kommune
I Københavns Kommune er der oprettet lokaludvalg i de ti administrative bydele, dog er der i to bydele oprettet to lokaludvalg. Lokaludvalgene erstatter lokalråd (en privat forening med kommunal anerkendelse) og de tidligere bydelsråd (en lokal forsamling med direkte folkevalg).